# 수정의 밤

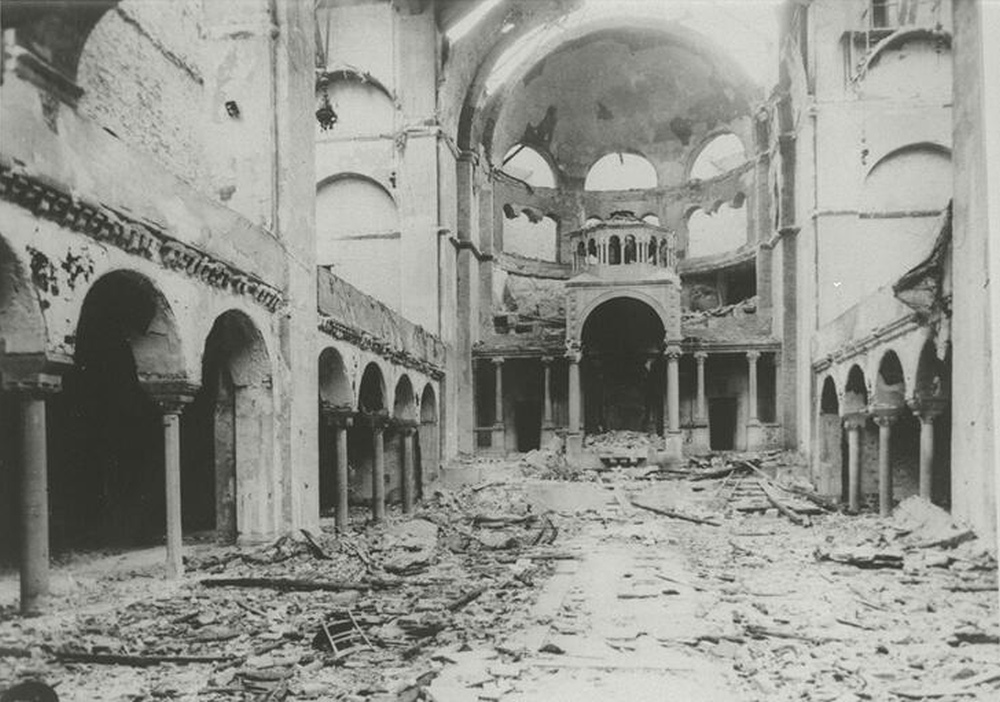
수정의 밤 폭동으로 파괴된 베를린의 시나고그

수정의 밤(독일어: Kristallnacht)은 나치 독일에서 1938년 11월 9일 밤부터 11월 10일까지 이어진 나치당의 유대인을 향한 포그롬이다. 깨진 유리의 밤, 11월 포그롬 등으로도 불린다. 나치당의 준군사조직인 돌격대와 무장친위대가 주도하였고 일부 독일 시민들과 히틀러 유겐트가 가담하였다. 무뢰배와 다름없는 사적 폭력이 자행되었으나 치안 당국은 아무런 조사도 벌이지 않았다. "수정의 밤"이란 명칭은 이 사건으로 유대인의 가게와 건물, 시나고그들의 유리창이 모두 깨졌기 때문에 이를 돌려말하기 위해 붙여진 것이다.
나치당은 출발부터 외국인과 유대인에 대한 혐오를 선동하며 성장하였다. 1938년 11월 9일 독일 태생의 폴란드 유대인 헤르셀 그린스판이 파리에서 독일의 외교관 에른스트 폼 라트를 암살하자 이에 대한 복수를 핑계로 유대인을 향한 린치가 일어났다.
가택과 병원, 학교를 비롯한 유대인의 건물들은 해머로 부숴졌고 독일 각지와 오스트리아, 주데텐란트에서 267 곳의 시나고그가 폭도들에 의해 파괴되었다. 7천여 곳 이상의 사업장이 파괴되었고 3만여 명의 유대인이 체포되어 나치 강제 수용소로 보내졌다. 수정의 밤은 1933년 나치 집권 이후 가장 크게 일어난 유대인과 외국인을 향한 폭력이었다. 《타임스》는 1938년 11월 11일 기사에서 "외국인 혐오 선동으로 이와 같이 광범위한 방화와 폭행이 있었던 적은 없었다. 어제 무뢰배들이 무방비 상태의 무고한 사람들을 거침없이 폭행한 일은 제 나라의 국격을 실추시키는 일이었다."고 보도하였다.
희생된 사망자의 수는 불명확하다. 베를린의 초기 기록에는 91명이 살해되었다는 것이 있다. 현대의 연구자들은 독일의 사료를 분석하여 이 보다 많은 사람들이 살해되었다고 추정하고 있다. 폭동 현장에서 뿐만 아니라 체포 이후의 폭행과정에서 사망한 경우를 합치면 사망자는 수백명에 달한다. 리처드 J. 에반스는 살해된 사람의 수를 638 명으로 집계하였다. 사건의 전후 과정에서 희생된 사람들의 총 수는 1~2 천여 명에 달한다. 수정의 밤은 이후 나치당이 자행한 홀로코스트인 이른바 최종 해결책의 전조였다.

## 배경
서구에서 반유대주의는 매우 뿌리 깊은 혐오의 하나이다. 중세 유럽 이후 간헐적으로 유대인에 대한 포그롬이 있었다. 그러나 국민 국가의 수립과정에서 독일 유대인은 독일 사회에 완전히 융합되어 있었다. 제1차 세계 대전 당시 그들은 다른 독일인들과 같이 징집되어 전투를 치렀다. 1920년대 나치당의 성장은 내부의 적 때문에 전쟁에서 패배하였다는 배후중상설과 같은 음모론과 함께하였으며, 국내에 거주하는 외국인과 유대인을 바로 그 배후의 적으로 지목하였다. 나치당은 독일의 모든 문제가 유대인 탓이라는 선전 선동을 지속하였고 이 때문에 독일 사회에서 유대인은 차별받고 고립되기 시작하였다.

### 나치의 반유대정책
1920년대까지 독일 유대인은 독일 사회에 완전히 융화되어 별 다른 구분없이 살고 있었다. 그들은 육군과 해군에 복무하였고 독일의 산업 전반에 걸쳐 활동하고 있었으며, 과학과 문화 활동에서도 차별없이 참여하고 있었다. 1933년 1월 30일 아돌프 히틀러가 바이마르 공화국의 수상으로 지명된 이후 유대인의 상황은 악화되기 시작하였다. 이후 전권 위임법을 통해 사실상 입법과 행정, 사법의 모든 권한을 움켜쥐게 된 히틀러는 반유대 정책을 강력히 실행하면서 나치의 선전을 통해 독일 안에 살고 있는 50만 명의 유대인이 제1차 세계 대전을 패배하게 된 배후중상설의 원흉이자 대공황 이후 겪고 있는 경기침체의 원인이라 선전하였다. 1933년부터 독일 정부는 유대인 차별 법률을 제정하기 시작하였다. 1933년 4월 7일 공표된 〈공무원 임용 규제법〉을 시작으로 유대인은 시민권이 제한되었고 거주, 교육, 공무담임권 등에서 차별을 받았다. 1935년 뉘른베르크법은 독일인과 유대인 사이의 결혼을 불법화하였고 유대인의 시민권을 박탈하였다.
이러한 인종 차별 정책으로 유대인은 독일의 사회적 정치적 삶 속에서 격리되기 시작하였다. 많은 수의 유대인이 나치당의 위협에서 벗어나고자 망명을 택하였고 하임 바이츠만 1936년 "이제 세상은 유대인이 살 수 있는 곳과 없는 곳의 둘로 나뉜 듯하다"고 기록하였다. 1938년 7월 6일 독일에서 탈출한 유대인 난민과 롬인 문제를 놓고 열린 에비앙 회합은 1938년 3월 현재 25만 여 명에 달하는 사람들이 독일과 오스트리아를 탈출하였으며 30만 여 명이 추가로 망명을 희망하고 있다고 보고하였다. 그러나 다른 국가들은 난민 수용에 대해 엄격한 기준을 설정하고 너무 많은 난민이 유입되는 것을 막고자 하였다. 1938년 나치 독일은 새로운 반유대주의 법률을 제정하였다. 몇몇 역사학자들은 이 시점에서 독일 당국이 유대인에 대한 폭력을 방조하거나 유도하려는 계획을 이미 수립하고 있었다고 본다. 독일의 역사 학자 한스 몸젠은 1997년 인터뷰에서 나치당의 지역 책임자인 대관구지휘자들이 유대인의 재산과 사업장을 몰수하고자 하는 의도를 갖고 있었던 것이 수정의 밤 사건의 동기 가운데 하나였다는 견해를 밝혔다. 경기 침체 속에서 지역 운영 자금이 부족하였던 대관구지휘자들이 보기에 이미 시민권이 박탈되어 있었던 유대인의 재산은 좋은 먹잇감으로 보였을 것이다.
팔레스타인 위임통치령에서 이스라엘의 건국을 주장하고 있던 시오니즘 지도자들은 1938년 2월 "친위대 지휘부가 유대인의 사유 재산을 몰수하려 한다는 매우 믿을만한 첩보를 입수하였다"고 기록하였고 "가까운 시일 내에 독일 내에서 유대인에 대한 포그롬이 일어날 가능성을 예의 주시하여야 한다"고 경고하였다.

### 독일의 폴란드 유대인 추방

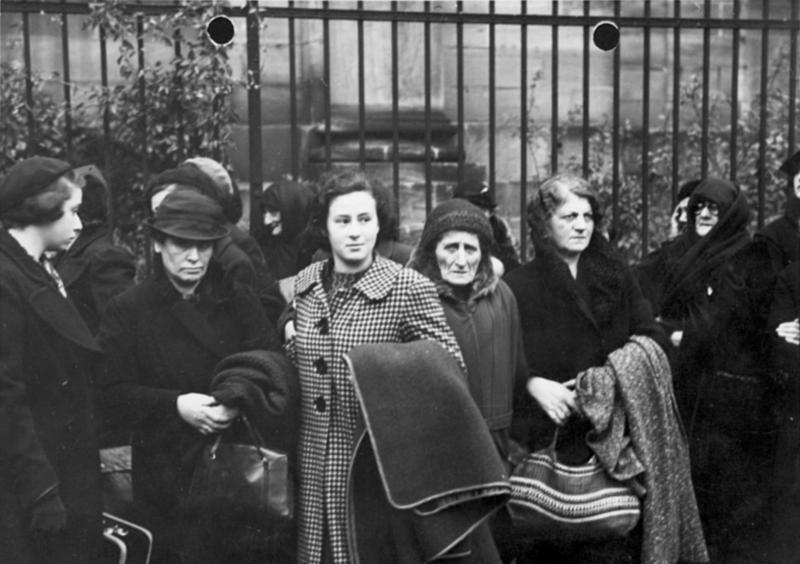
1938년 독일에서 추방되고 있는 폴란드 유대인

1938년 8월 독일 당국은 거주권을 갱신받지 못한 외국인의 퇴거를 명령하였다. 이 조치는 외국 국적을 지녔으나 독일에서 태어난 유대인들을 포함하였다. 폴란드 제2공화국은 5년의 유예 기간을 두기는 하였으나 폴란드 국적의 부모에게서 태어난 독일 거주 유대인들의 이중 국적을 허용하지 않았고 결국 이들은 어디에도 속하지 못하는 무국적자가 되었다. 이른바 "폴란드법"이라 불린 나치의 조치로 1938년 8월 28일 1만2천여 명의 유대인이 추방되었다. 이들은 들고 갈 수 있는 가방 하나만을 허락받은 채 자신들이 살던 집에서 하룻밤 사이에 쫓겨났다. 나치 당국뿐만 아니라 이웃들의 감시를 받으며 진행된 추방을 피할 길은 없었다.
집에서 쫓겨나 기차에 태워진 유대인들은 폴란드 국경에 버려졌지만, 폴란드 국경 수비대 역시 이들을 독일 쪽으로 다시 밀어넣을 뿐이었다. 추적추적 비가 내리는 몇일 동안 이런 일이 되풀이되었고 음식도 제대로 먹지 못한 유대인들은 등떠밀리며 국경을 오갔다. 폴란드는 이들 가운데 4천여 명의 입국을 허용했지만 나머지 8천여 명은 여전히 갈 곳 없이 국경에 발이 묶인채 폴란드의 입국 허용만을 기다렸다. 영국의 신문은 "믿기 어려운 상황으로 무일푼이 된 이들이 국경의 작은 마을에 버려지고 있다. 게슈타포는 끊임 없이 어디선가 유대인을 잡아와서 이곳에 버리고 갔다"고 보도하였다. 폴란드는 국경에 난민 수용소를 세웠지만 그곳 역시 상황이 열악하였다. 이들을 지원하기 위해 현장으로 달려간 영국 여성은 인터뷰에서 "몇몇은 기회를 노려 독일로 다시 잠입하고자 하였으나 발각되는 순간 날아온 총알에 맞았다"고 밝혔다.

### 폼 라트 암살

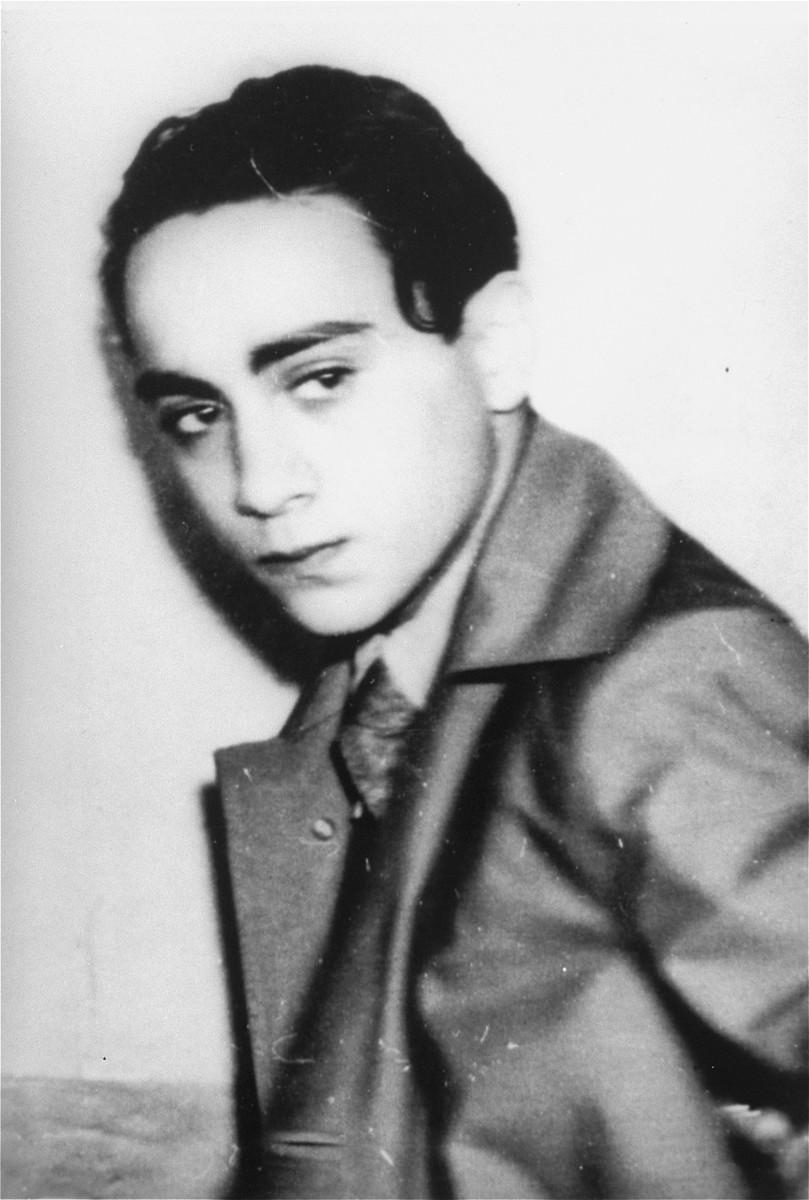
에른스트 폼 라트를 암살한 폴란드 유대인 헤르셀 그린스판

나치 독일의 추방은 젠델 그린스판과 리바 그린스판 부부에게도 닥쳤다. 1911년 독일로 이주한 폴란드 유대인이었던 그린스판 가족은 하노버에 정착하였으나 1938년 10월 27일 추방되었다. 그린스판은 다른 스무명 정도의 사람들과 함께 트럭에 실려 열차역으로 끌려 가는 동안 "꺼져라, 유대인! 팔레스타인으로나 가버려!"와 같은 말을 들었다. 이들 부부의 아들이었던 열일곱살의 헤르셀 그린스판은 당시 파리의 삼촌 집에서 살았다. 헤르셀은 폴란드 국경에서 보내온 가족의 우편 엽서를 받았다. 엽서에는 "아무도 어찌 된 일인지 말해주지 않지만 우린 이것으로 끝장났다는 것을 깨달았다. …… 이젠 한 푼도 없구나. 돈을 좀 마련해 줄 수 있겠니?"라고 적혀 있었다. 헤르셀이 엽서를 받은 날은 1938년 11월 3일 이었다.
1938년 11월 7일 월요일 아침 헤르셀은 리볼버 권총과 실탄을 구입하고 파리 주재 독일 대사관으로 가서 대사관 직원의 면담을 요청하였다. 나치 외교관 에른스트 폼 라트가 나타나자 그린스판은 다섯 발을 쏘았다. 그 가운데 두 발이 라트를 맞추었다. 외교 공무원이었던 라트는 사실 나치에 반대하는 성향을 지닌 인물이었지만 이른바 민족공동사회 이론에 경도되어 반유대 정책에는 찬동하는 입장이었다.
그린스판은 도망칠 생각 없이 프랑스 경찰에 순순히 체포되었다. 그의 주머니에는 부모에게 보낼 답장 엽서가 있었다. 엽서에서 그린스판은 "신께서는 저를 용서하기를. …… 저는 온 세상이 저의 저항에 귀기울이도록 해야만 합니다. 그리고 그렇게 할 것입니다."라고 적혀있었다. 그리스판이 이미 라트와 안면이 있었다는 주장도 있다.
다음날 독일 정부는 보복 조치로 국립 초등학교에서 유대인 학생을 추방하고 유대인 정체성을 드러내는 문화활동을 금지하였으며 유대인 잡지와 신문의 발행도 정지시켰다. 영국에서 발행되던 유대계 신문은 이를 두고 "독일 내의 유대인 커뮤니티는 이제 손발이 묶인 채 마지막 남은 빈약한 기반 마저 파괴될 것"이라고 우려하였다. 유대인은 모든 시민권을 박탈당하였고, 독일 경찰총장이었던 하인리히 히믈러는 유대인의 무기 소지를 금하면서 어길 경우 20년 형에 처해질 것이라 포고하였다.

## 포그롬

### 폼 라트 사망

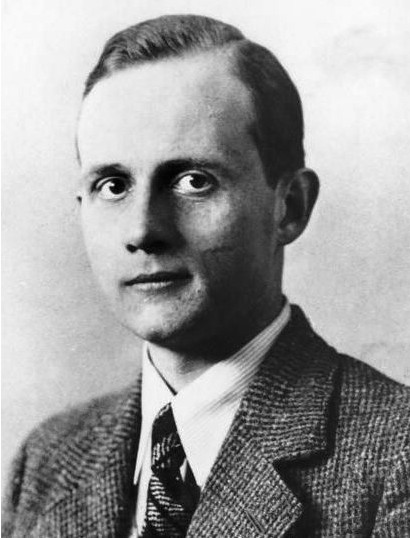
에른스트 폼 라트

1938년 11월 9일 에른스트 폼 라트가 사망하였다. 폼 라트의 사망 소식이 히틀러에게 전해졌을 때 히틀러는 나치당의 지도부와 1923년 뮌헨 폭동을 기념하고 있었다. 히틀러는 평소와 달리 직접 연설을 하지 않은 채 선전장관 요제프 괴벨스가 자신의 연설을 대독하도록 하였다. 괴벨스는 "총통께서는 결정하셨다. …… 당이 시위를 준비하거나 조직하지 않더라도 자발적으로 일어난 경우 방해를 받는 일은 없을 것이다"라고 발표하였다. 열렬한 반유대주의자이자 나치당의 지휘부였던 발터 부흐는 이것을 당 간부에게 포그롬을 지휘한 것으로 해석하였다.
몇몇 당 지도부는 괴벨스의 행동이 불러올 외교적 파장에 우려를 표했다. 하인리히 히믈러는 "이것은 괴벨스의 망상일 뿐 …… 이 어리석은 작전으로 지금 외교적 난관에 봉착하였다"고 기록하였다. 이스라엘 역사 학자 사울 프리드랜더는 괴벨스가 수정의 밤을 조장한 데에는 개인적 이유가 있다고 보았다. 괴벨스는 주데텐란트의 독일인들이 나치에 동조하도록 하는 선전에서 적잖이 낭패를 보았기 때문에 이를 만회하고자 하였다는 것이다. 히들러는 최측근들이 서로를 불신하고 경쟁하도록 부추겼고 괴벨스 역시 다른 나치 지도부의 핵심 인물들과 경쟁하는 처지였기 때문에 어떻게든 히틀러의 눈에 들고자 하였다. 1938년 11월 10일 새벽 1시 20분 라인하르트 하이드리히는 보안경찰와 돌격대에게 폭동의 조장을 독려하는 긴급 비밀 전보를 보냈다. 이 전보에는 유대인이 아닌 다른 외국인에 대한 보호를 위한 가이드라인이 첨부되었다. 경찰은 이 가이드라인에 따라 유대인에 대한 폭력을 방조하고 유대인이 아닌 외국인의 사업장은 보호하였다. 경찰은 또한 유대인들이 모여있는 시나고그와 커뮤니티 사무실을 급습하고 "너무 늙지 않은 건장한 유대인 남성"을 보이는 대로 잡아들여 집단 수용소로 보낼 "노동력"으로 삼았다. 게슈타포인 하인리히 뮐러 역시 돌격대와 친위대로 전보를 보내 유대인 제압을 "최우선 임무"로 부여하였다.

### 수정의 밤 폭동
11월 9일 돌격대와 히틀러 유겐트가 유대인의 상점들에 들이닥쳐 닥치는 대로 유리창을 부수고 약탈하였다. 7천5백여 가게가 습격 피해를 보았고 부숴진 유리 파편들이 어지럽게 널렸다. 이 때문에 이 폭동은 "수정의 밤"이라 불리게 되었다. 독일어에서는 수정 뿐만 아니라 고급 유리도 크리스탈(Kristall)이라 부르기 때문에 원뜻은 유리 쪽이 더 가깝다. "깨진 유리창의 밤"도 같은 이유에서 불리는 명칭이다. 독일 전역에서 유대인의 거주지 역시 약탈당하였고 심지어 살해와 강간을 포함한 거친 폭력이 난무하는 동안 경찰은 수수 방관하였다.
독일, 오스트리아, 주데텐란트 전역에서 267개소의 시나고그가 폭동에 의해 파괴되었고, 1천4백 여 곳의 시나고그와 예배소와 많은 유대인 묘지, 7천여 곳 이상의 유대인 상점, 29 곳의 백화점이 피해를 입었다. 나치는 이 기회를 틈타 오히려 3만여 며의 유대인을 집단 체포하여 강제 수용소로 보냈다. 이들은 주로 다하우, 부헨발트, 작센하우젠 강제 수용소로 보내졌다.
특히 시나고그가 폭력과 반달리즘의 표적이 되었다. 개중에는 몇 세기 동안이나 자리를 지킨 것도 있었다. 돌격대는 시나고그를 유대인들에게 공포를 안겨줄 수 있는 시범적 장소로 삼았다. 유대인 묘지 역시 공격 대상이었는데 묘비와 무덤이 파괴되었다. 곳곳에서 방화와 약탈이 있었으며 서적과 경전, 미술품, 철학서적이 밖으로 내동댕이쳐 졌다. 건물을 불타고 부숴져 알아 볼 수 없는 지경이 되었다. 에릭 루카스는 한 작은 마을에서 지어진지 이십년에 불과한 시나고그가 파괴되던 장면을 이렇게 묘사하였다.
무거운 석회암이 굴러 떨어지는데는 그리 오랜 시간이 걸리지 않았고, 아이들은 다채로운 색으로 장식된 유리창에 돌을 던졌다. 11월의 싸늘하고 챙백한 햇살이 거무스름한 두터운 구름을 뚫고 비추기 시작할 무렵 그 작은 시나고그는 유리장이 다 깨어지고 들보가 무너져 내렸다.

《데일리 텔레그래프》의 특파원 휴 그린은 베를린에서 다름과 같이 기사를 적었다.
베를린은 오후에서 저녁까지 여러 무리의 불량배들이 파괴를 자행하는 무법천지였다. 나는 독일에서 5년 동안 지내며 여러 차례 반유대주의가 분출되는 겻을 보아왔지만 이와 같은 사태가 있었던 적은 없었다. 인종차별적 혐오와 히스테리가 다른 평범한 사람들을 완전히 집어 삼킨 것으로 보인다. 잘 차려 입은 여성이 폭도들에게 박수와 환호를 보내고 중산층 여성이 아이를 안고 흐뭇한 표정으로 이들을 지켜보았다.

베를린 시민들 가운데 포그롬을 부끄러워하는 사람도 많았다. 개인적인 위험을 무릅쓰고 유대인 이웃에게 도움을 주었다. 베를린 주재 미국 영사의 아들은 자기가 살던 건물의 청소부가 "이 미치광이들을 쓸어서 이런 짓을 한 놈들은 감옥에 보내야 해"라고 소리치는 것을 들었다.

## 여파

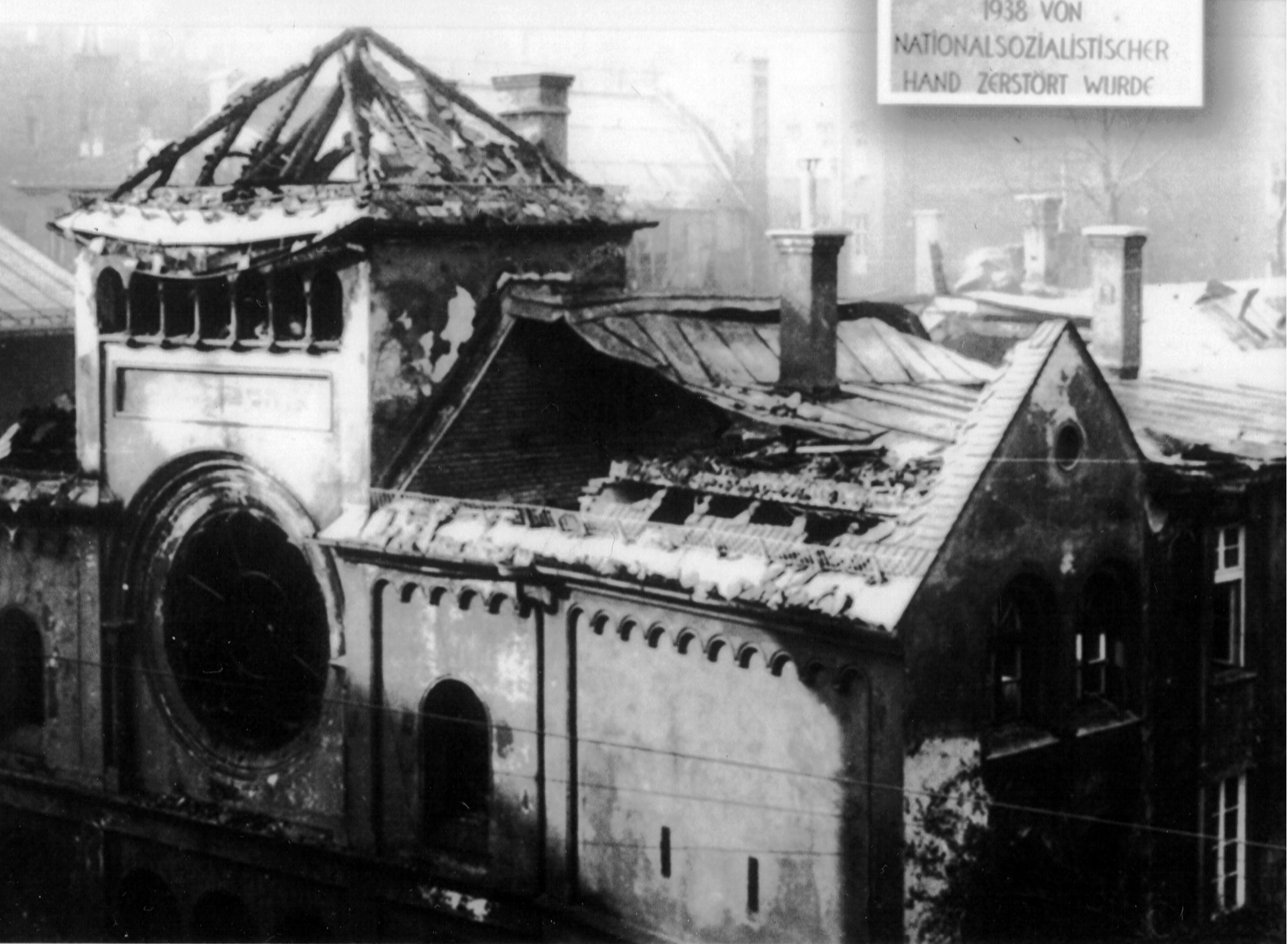
수정의 밤 사건으로 파괴된 뮌헨의 시나고그

혁명으로 퇴위하여 네덜란드에 거주하였던 독일 제국의 전 황제 빌헬름 2세는 사건 소식을 접하고 "난생처음으로 독일인이라는 것이 부끄럽다"고 말하였다.
철저한 반유대주의자였으나 유대인 재산의 파괴보다는 몰수를 더 선호하였던 괴링은 보안경찰을 지휘한 하이드리히에게 "2백여 명의 살인에 대해 책임을 물을 것"이라며 즉각적으로 항의하였다. 11월 12일 수정의 밤 이후 사태 수습을 위해 나치당 지도부가 모인 자리에서 괴링은 다음과 같이 말하였다.
나는 유대인 문제에 대한 총통의 명령을 수령하였습니다. 유대인 문제는 언제나 한 가지 방법이 아니라 협력 속에 해결되어야 하며 …… 나는 의심의 여지 없이, 신사 여러분, 오늘 회합의 목적이 그저 말들만 주고 받는 것이 아니라 결정을 내려야 하는 것이라 생각합니다. 나는 유능한 요원들이 독일 경제에서 유대인을 철저히 몰아내기 위하여 내게 복종할 것을 요청합니다.
포그롬 이후에도 독일 유대인은 지속적으로 핍박을 받고 경제적 손실을 입었다. 나치 독일은 유대자본징세법을 제정하여 폼 라트의 사망에 대한 배상금 격으로 1억 마르크(2017년 기준 약 4억 유로)를 유대인에게 부과하였고 독일 내 모든 유대인에게서 소득의 20%를 강제로 징수하였다. 수정의 밤에 의한 유대인의 피해에 대해 6백만 마르크의 보험금이 책정되었으나 이 사태로 인한 "국가의 피해"를 복구한다는 명목으로 몰수되었다. 이로서 포그롬으로 인한 재산 피해는 고스란히 유대인이 떠안아야 하였다.
수정의 밤으로 삶의 터전이 파괴되고 생명의 위협까지 겪은 유대인들은 독일을 탈출하고자 하였다. 11만5천여 명의 유대인이 독일을 떠났다. 유대인 난민은 대부분 유럽의 인근 국가나 미국으로 이주하였고 일부는 팔레스타인 위임통치령으로 향했다. 중국의 상하이로 향한 사람들도 1만4천여 명에 달한다. 이들이 남겨둔 집과 사업장을 비롯한 자산은 나치 당국에 의해 몰수되었다. 수정의 밤 사건에 의해 파괴된 건물의 잔해와 개인적인 물건들은 한데 모아져 브란덴부르크주의 야적장으로 보내졌다. 2008년 축구장만한 넓이의 공간에 수많은 물품들이 폐기되어 있는 곳이 발굴되었다. 깨진 유리창, 부서진 가구, 각종 쓰레기들 속에서 다윗의 별이 그려진 유리병과 메이즈자가 섞여 있었다.

## 반응

### 독일

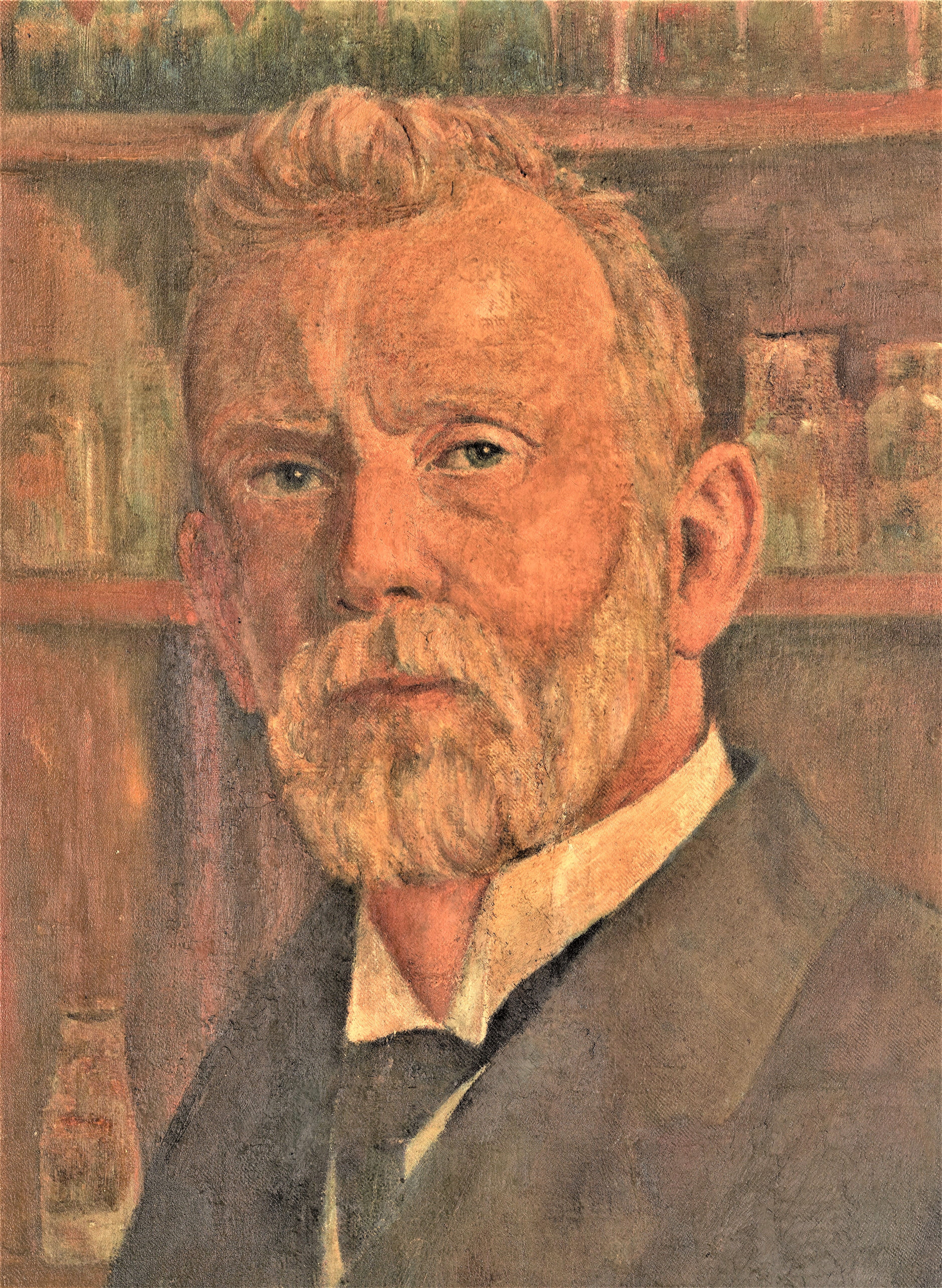
수정의 밤 사건에서 훼손된 《파울 에를리히의 초상》은 독일인 이웃이 주워 복원하였다.

대다수의 대중은 그저 침묵하였다. 소방 당국은 유대인의 건물이 불타는 동안 불길이 옆집으로 번지는 것만 막았다. 베를린의 경관이었던 오토 벨가르트는 뉴시나고그를 불태운 혐의로 돌격대원을 체포하였으나, 그들은 곧 풀려났고 오히려 벨가르트는 상관에게 견책 처분을 받았다.
영국의 역사 학자 마틴 길버트는 대다수의 사람들이 속으로는 나치당의 횡포에 불만을 품고 있었다고 생각한다. 독일의 아르투르 플레힝거도 길버트의 견해에 동의한다. 다만 사람들은 커튼 뒤에서 울었을 뿐이다. 롤프 데사우어는 폭동으로 파울 에를리히의 초상이 내팽겨치자 이웃이 달려나와 다시 주워들면서 모든 독일 사람들이 이 난동을 지지하는 것은 아니라는 점을 알아주기를 바랬다고 회고하였다.
나치당이 주도한 수정의 밤 사건으로 많은 독일인들도 함께 피해를 보았다. 그러나 히틀러는 아무런 언급도 하지 않았고 심지어 사건 자체를 모른척했다.
11월 11일 간행된 한 문서에서 괴벨스는 수정의 밤 사건을 독일 민중의 "위생 본능"에 의한 것이라 강변하였다. "유대인종과 같은 기생충"을 척결하는 것은 매우 당연한 처사라는 것이 그의 주장이었다. 수정의 밤 사건이 있은 지 24시간 뒤 히틀러는 언론인들 앞에서 한 시간 가량의 긴 연설을 하였지만 여전히 사건의 언급 자체를 하지 않고 무시하였다. 괴벨스가 이 사건을 정당화하는 것과 별개로 히틀러 자신은 아무런 연관이 없다는 태도를 취하였다. 11월 11일 오후 괴벨스는 외국 언론 기자들과 만나 시나고그 방화와 유대인 건물 파괴는 폼 라트의 사망으로 인한 분노의 자발적인 표출이라고 강조하였다.
나치당의 선전과 달리 수정의 밤 사건 이전 나치당원들의 인종 혐오는 크지 않았다. 1933년 인터뷰에서 인종 혐오를 공공연하게 주장하는 나치당원은 13% 정도였고 33%는 인종에 대해 별다른 선입견이 없다고 답하였으나, 1938년 심리학자 미카엘-윌러 클라우이우스가 실시한 인터뷰에서는 단지 5% 만이 인종 차별을 지지하였고 63%는 강하게 반대하였다. 사라 안 고르돈은 이 현상에 대해 두 가지 이유를 들었다. 우선 1938년은 이미 나치당이 독일을 일당 독제로 통치하던 시기로 새롭게 가입한 나치당원은 이념적 이유보다는 세태에 순응하기 위한 실용적 이유가 더 컸다. 그리고 두 번째로 반유대주의 선전을 수용하는 것과 실제 자신이 직접 폭력에 가담하는 것은 전혀 다른 문제이기 때문이다. 이 때까지만 해도 나치당원의 내부에서 조차 인종 혐오에 의한 폭력은 역겨운 짓이라는 인식이 있었고 몇몇 나치 지도부는 당의 폭동 명령을 거부하였다. 오히려 수정의 밤 사건으로 위기에 몰린 유대인에게 도움을 준 경우도 있었다.

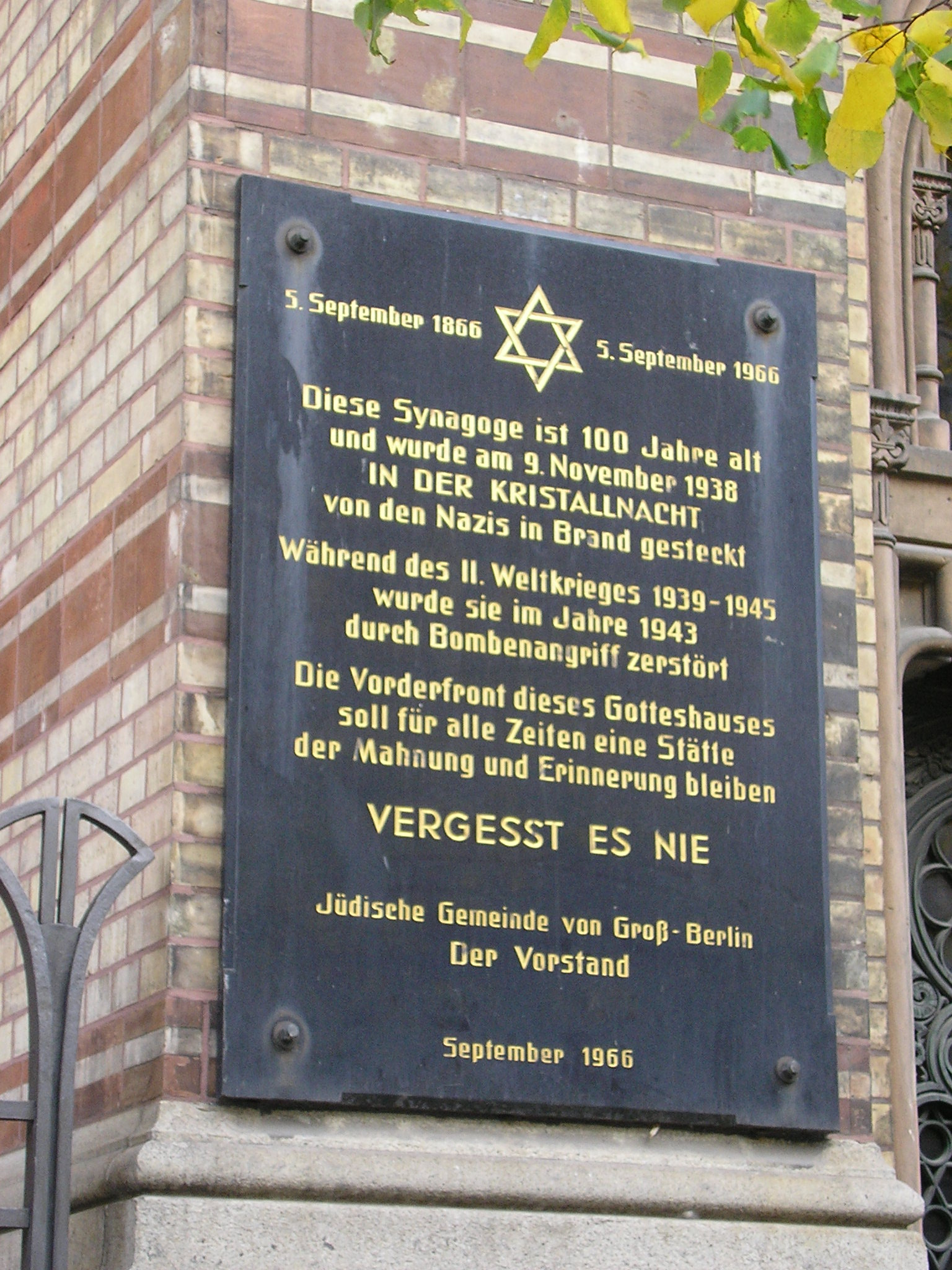
수정의 밤 때 파괴된 뉴시나고그는 1945년 이후 재건되었다. 베를린시에서 설치한 뉴시나고그의 표지에 "결코 잊지 말자"는 문구가 보인다.

독일 사회가 수정의 밤에 큰 호응을 보이지 않자 선전부는 독일 언론에게 인종 차별에 반대하는 것은 불충이라는 보도 지침을 내렸다. 이에 따라 독일 내 언론은 수정의 밤 사건을 각지의 단편적 사건 사고로만 보도할 뿐 전체적인 실상을 알리는 종합 기사는 싣지 않았으며 1939년에 들어 이 보도 지침은 반유대 정책 자체의 보도를 금지하는 것으로 확대되었다.
독일 주재 미국대사는 다음과 같이 본국에 보고하였다.
이번의 급작스러운 사건으로 이 전체주의 국가의 성격은 독일 시민들 사이에서 반유대주의로 대별되게 되었다.

나치의 기대와 달리 수정의 밤은 대중들 사이에서 나치의 폭력적 인종 혐오에 대한 역풍을 불렀다. 대놓고 드러내지는 않았으나 입에서 입으로 나치에 대한 비판이 이어졌으며 게슈타포 뒤셀도르프 지부는 이러한 대중의 낌새를 상부에 보고하였다. 특히 개신교와 로마 가톨릭교회와 같은 종교계의 반발이 컸지만 이들 종교계가 조직적으로 반대를 실행에 옮기지는 않았다.
전통적으로 루터교회가 주류를 이루었던 독일 기독교계에서 루터교 주교이자 나치당원이기도 하였던 마르틴 사쓰는 당과 교회의 가교 역할을 하고 있었다. 수정의 밤이 일어나자 마르틴 사쓰는 루터교의 입장에서 나치당을 옹호하였다. 그는 "11월 10일은 마르틴 루터의 생일로 루터가 생애에 했었던 바와 같이 독일 민중들이 유대인에 단호히 맞섰다"고 강변하였다. 영국의 역사 학자 디아메이드 맥클로흐는 마르틴 루터가 1543년 간행한 〈유대인과 그들의 거짓에 대하여〉가 수정의 밤을 옹호하는 구실을 하였다고 지적하였다.

### 국제 사회

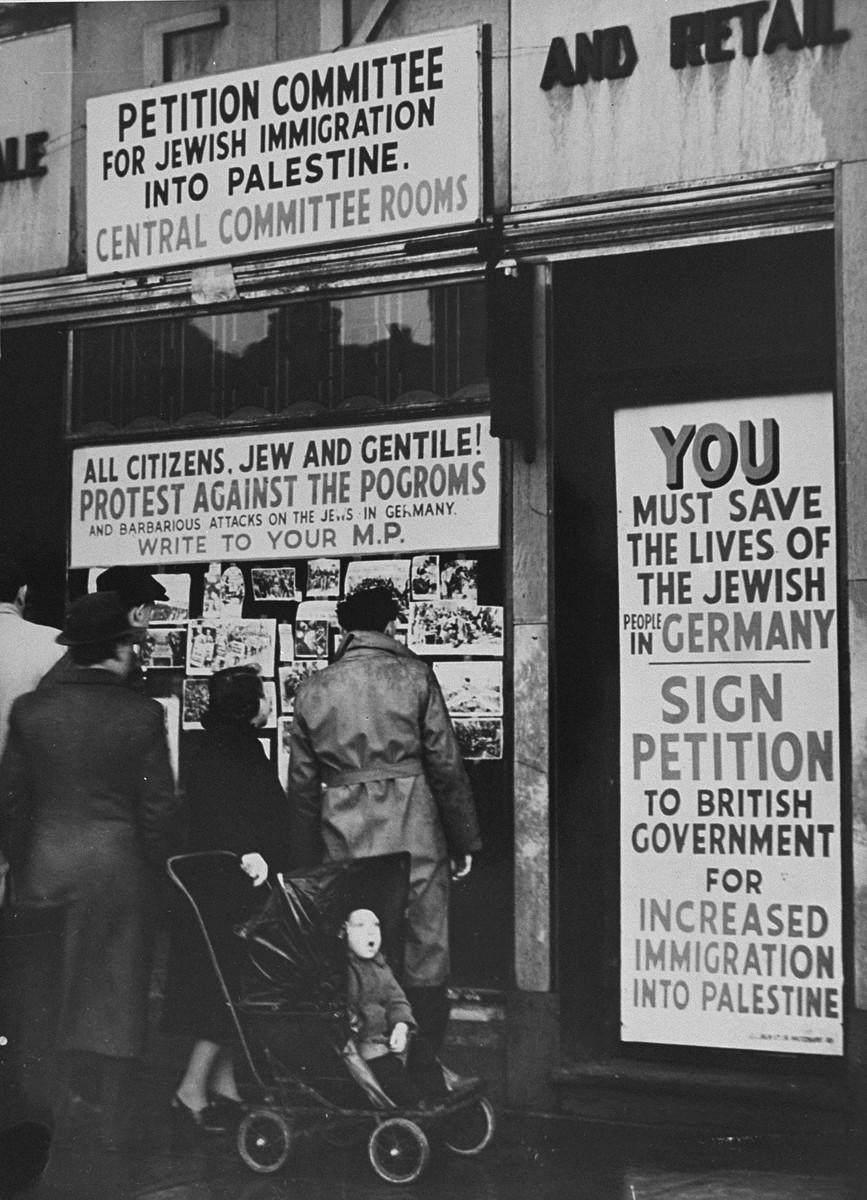
영국 유대인들이 수정의 밤 사건이후 팔레스타인 이주를 승인하지 않는 정부를 비판하는 시위를 벌이고 있다.

수정의 밤 소식은 국제적인 분노를 불러 일으켰다. 독일의 언론인 폴커 울리흐는 "독일과 문명 국가 사이에 선이 그어지게 되었다"고 평하였다. 1930년대까지만 해도 독일 밖에서도 나치를 지지하는 세력들이 있었지만 수정의 밤 사건으로 사람들은 유럽의 다른 나라와 북미의 나치 지부들을 의심의 눈초리로 바라보게 되었다. 많은 신문들이 수정의 밤을 대서특필하였고 19세기 러시아 제국의 포그롬과 비교하였다. 미국은 독일 대사를 초치하여 항의하였지만 수교 단절까지 나아가지는 않았다. 영국 정부는 킨더트란스포르트(독일어: Kindertransport, 아동 수송) 정책을 시작하여 독일 내 유대계 어린이를 나치로부터 보호하기 위한 이민을 추진하였다.
수정의 밤으로 독일은 세계 대다수의 나라와 외교 관계가 틀어지게 되었다. 수정의 밤은 나치의 잔혹함을 알리는 대표적 사건이 되었고 이후 이어진 억압 정책과 독일 내 반유대주의 조장은 세계 여론이 빠르게 독일에게서 등을 돌리는 계기가 되었다. 1938년 오스트레일리아 멜버른에서 열린 오스트레일리아 원주민 대회는 나치 독일의 인종 혐오에 의한 유대인 박해를 반대하는 결의안을 채택하였다. 칠레 의회는 히틀러를 비난하는 전보를 발송하였다.
국가뿐만 아니라 개인의 항의도 이어졌다. 1939년 영국의 작곡가 마이클 티펫은 나치의 유대인 박해에 반대하고 어린이들에 대한 지원을 요구하기 위해 오라토리오 〈A Child of Our Time〉을 발표하였다. 나치는 독일에 입국하는 외국인의 여권에 유대인일 경우 붉은색 "J"를 표시해 줄 것을 요구하였으나 스웨덴 정부는 이를 거절하였다.

### 전후 재판
제2차 세계 대전 이후 수백명이 수정의 밤 폭동 가담으로 재판에 세워졌다. 이 재판은 전후 연합국이 점령한 독일과 오스트리아에서 열렸지만, 희생된 유대인들이 연합국에 속하지 않았기 때문에 각 국의 국내 재판으로 진행되었다.

## 평가
나치는 1920년대부터 이미 거리에서 마르크스주의자나 공산주의자들을 상대로 무차별적 린치를 가하는 폭력 집단이었지만, 수정의 밤을 거치면서 반공주의에 더해 반유대주의를 앞세운 전체주의가 되었다. 나치는 유대인에게 폭력을 행사하고 살인을 저질렀으며 그들의 재산과 사회적 지위, 경제적 관계를 모두 무너뜨렸다. 나치의 이러한 반유대주의 부각은 결국 홀로코스트를 예비한 것으로 평가된다. 히틀러는 이미 확보한 전체주의 권력을 공고히 하고자 인종 혐오를 조장하였고 수정의 밤을 통하여 유대인 혐오에 대중을 동원할 수 있다는 점을 확인하였다. 나치는 유대인을 독일 밖으로 추방하고 그들이 남긴 재산을 몰수하였다. 역사 학자 막스 라인은 "수정의 밤으로 …… 모든 것이 변했다"고 평하였다. 나치의 반유대주의 정책은 결국 게토와 강제 수용소 속에서 유대인을 사회적으로 격리시키는 데 그치지 않고 이른바 "유대인 문제에 대한 최종 해결책"으로 홀로코스트를 자행하게 된다.
한편 수정의 밤은 나치에 대한 국제 사회의 인식을 결정적으로 바꾸게 되었고 제2차 세계 대전이 일어나자 서로 적대하던 서방과 소련이 나치에 대항하는 연합을 맺을 수 있는 바탕이 되었다.

## 같이 보기
- 장검의 밤

## 참고 문헌
- Gilbert, Martin (2006). 《Kristallnacht: prelude to destruction》. Making history series. London: Harper Press. ISBN 978-0-00-719240-3.
- Gordon, Sarah Ann (1984). 《Hitler, Germans and the "Jewish question"》. Princeton, N.J.: Princeton University Press. ISBN 978-0-691-10162-0.
- Ullrich, Volker (2016). 《Hitler: Ascent 1889-1939》. 번역 Chase, Jefferson. New York: Vintage Books. ISBN 978-1-101-87205-5.
- Friedländer, Saul (1998). 《Nazi Germany and the Jews》. New York (N.Y.): Harper Perennial. 269–293쪽. ISBN 978-0-06-092878-0.
- Deem, James M. (2012). 《Kristallnacht: the Nazi terror that began the Holocaust》. Berkeley Heights, NJ: Enslow Publishers. ISBN 978-0-7660-3324-5.
- Durance, Jonathan (2013). “Silence and Outrage: Reassessing the Complex Christian Response to Kristallnacht in English-Speaking Canada”. 《History of Intellectual Culture》 10 (1).
- Evans, Richard J. (2006). 《The Third Reich in power, 1933-1939》. London: Penguin Books. 580–610쪽. ISBN 978-0-14-100976-6.
- Ross, Steven J.;  외. (USC Casden Institute) (2019).  Ross, Steven Joseph; Gruner, Wolf; Ansell, Lisa, 편집. 《New Perspectives on Kristallnacht: After 80 Years, the Nazi Pogrom in Global Comparison》. The Jewish role in American life: an annual review of the Casden Institute for the Study of the Jewish Role in American Life. West Lafayette, Indiana: Purdue University Press. ISBN 978-1-61249-616-0.; see online excerpt also online review
- Kyle, Jantzen; Durance, Jonathan (2011). “Our Jewish Brethren: Christian Responses to Kristallnacht in Canadian Mass Media” (PDF). 《Journal of Ecumenical Studies》 46 (4): 537–548.
- McCullough, Colin; Wilson, Nathan Andrew, 편집. (2014). 《Violence, memory, and history: Western perceptions of Kristallnacht》. Routledge studies in modern European history. New York: Routledge. ISBN 978-0-415-71632-1.
- Mazzenga, Maria, 편집. (2009). 《American religious responses to Kristallnacht》. New York, NY: Palgrave Macmillan. ISBN 978-0-230-61806-0.
- Mayer, Kurt (2009). 《My Personal Brush with History》 (PDF). Tacoma: Confluence Books. ISBN 978-0-578-03911-4. LCCN 2009938658.
- Mara, Wil (2009). 《Kristallnacht: Nazi persecution of the Jews in Europe》. Perspectives on. New York: Marshall Cavendish Benchmark. ISBN 978-0-7614-4026-0.
- Steinweis, Alan E. (2009). 《Kristallnacht 1938》. Cambridge, Mass: Belknap Press of Harvard University Press. ISBN 978-0-674-03623-9.
- Welch, Susan (September 2014). “American Opinion Toward Jews During the Nazi Era: Results from Quota Sample Polling During the 1930s and 1940s”. 《Social Science Quarterly》 95 (3): 615–635. doi:10.1111/ssqu.12084. ISSN 0038-4941.
- Gerhardt, Uta; Karlauf, Thomas; Simmons, Robert; Somers, Nick, 편집. (2012). 《The night of broken glass: eyewitness accounts of Kristallnacht》. Cambridge, United Kingdom ; Malden, Massachusetts: Polity Press. ISBN 978-0-7456-5084-5. OCLC 747534691.
- Levitt, Ruth, 편집. (2015). 《Pogrom November 1938: testimonies from 'Kristallnacht'》. London: Souvenir Press/Wiener Holocaust Library. ISBN 978-0-285-64307-9.
- Arntz, Hans-Dieter (2008). 《"Reichskristallnacht": der Novemberpogrom 1938 auf dem Lande ; Gerichtsakten und Zeugenaussagen am Beispiel der Eifel und Voreifel》 (독일어). Aachen: Helios Verlag. ISBN 978-3-938208-69-4.
- Döscher, Hans-Jürgen (1988). 《Reichskristallnacht: die Novemberpogrome 1938》 (독일어). Frankfurt: Ullstein Verlag. ISBN 978-3-550-07495-0.
- Faludi, Christian, 편집. (2013). 《Die "Juni-Aktion" 1938: eine Dokumentation zur Radikalisierung der Judenverfolgung》 (독일어). Frankfurt: Campus Verlag. ISBN 978-3-593-39823-5.
- Korb, Alexander (2007). 《Reaktionen der deutschen Bevölkerung auf die Novemberpogrome: im Spiegel amtlicher Berichte》 (독일어). Saarbrücken: VDM Verlag Dr. Müller. ISBN 978-3-8364-4823-9.
- Lauber, Heinz (1981). 《Juden-Pogrom: "Reichskristallnacht" November 1938 in Großdeutschland; Daten, Fakten, Dokumente-Quellentexte, Thesen und Bewertungen》. Aktuelles Taschenbuch (독일어). Gerlingen: Bleicher. ISBN 978-3-88350-005-8.
- Pätzold, Kurt; Runge, Irene (1988). 《Kristallnacht: zum Pogrom 1938》. Kleine Bibliothek ; Geschichte (독일어). Köln: Pahl-Rugenstein. ISBN 978-3-7609-1233-2.
- Adam, Uwe Dietrich; Pehle, Walter H., 편집. (1988). 《Der Judenpogrom 1938: von der "Reichskristallnacht" zum Völkermord》 (독일어) Originalausg판. Frankfurt am Main: Fischer Taschenbuch Verlag. ISBN 978-3-596-24386-0.
- Schultheis, Herbert (1985). 《Die Reichskristallnacht in Deutschland nach Augenzeugenberichten》. Bad Neustädter Beiträge zur Geschichte und Heimatkunde Frankens (독일어). Bad Neustadt a.d. Saale: Rötter Druck und Verlag. ISBN 978-3-9800482-3-1.